# Johnny Standley
Johnny Standley (* 6. Dezember 1912 in Milwaukee, Wisconsin; † 27. Mai 1992 in Los Angeles, Kalifornien) war ein US-amerikanischer Komiker.
Johnny Standley tourte als junger Mann mit seinen Eltern als The Standley Players durch die Vereinigten Staaten. Im Zweiten Weltkrieg diente er der US-Army und trat als Komiker auch in Programmen der United Service Organizations auf. Nach dem Krieg tourte er mit der Bigband von Horace Heidt und trat auch in dessen TV-Talentshow auf. Sein Comedy-Auftritt It’s in the Book erschien 1952 als Single bei Capitol Records und erreichte mit über einer Million verkauften Exemplaren Platz 1 der US-Charts. In späteren Zeiten blieb er als Komiker mit Auftritten überwiegend in Kalifornien aktiv.